# Experiment
Experiment es el segundo álbum de estudio de la cantante estadounidense de música country Kane Brown. Fue lanzado el 9 de noviembre de 2018 a través de RCA Records Nashville. El álbum incluye el sencillo «Lose It» y otras doce canciones.

## Contenido
Kane escribió la mayoría de las canciones él mismo. Antes del álbum, los temas «Homesick», «Short Skirt Weather» y «Good as You» fueron lanzados digitalmente. «Lose It» fue el primer single de radio del álbum. Dann Huff, quien coprodujo el álbum debut de Kane, es también el productor de Experiment. Kane dijo que quería introducir nuevos sonidos en el álbum e introducir «más energía» a su estilo. «American Bad Dream» es una canción que Brown escribió sobre el tiroteo de Las Vegas de 2017. Kane dijo que se inspiró en su abuela, que era detective de la policía.

## Recepción de la crítica
Dándole 4 de 5 estrellas, Stephen Thomas Erlewine de AllMusic consideró que el canto y la composición de Kane eran superiores a su álbum de debut de 2016, al tiempo que destacaban las influencias de R&B contemporáneo y arena rock. Rolling Stone revisora Maura Johnston lo calificó con 3.5 de 5 estrellas, destacando «American Bad Dream» como el «centro emocional», al mismo tiempo que observó la variedad de influencias musicales y la «confianza» en la entrega de Kane.

## Lista de canciones
| Experiment |                                                     |                                                                |          |  |
| N.º        | Título                                              | Escritor(es)                                                   | Duración |  |
| 1.         | «Baby Come Back to Me»                              | Kane Brown, Chase McGill, Matthew McGinn, Will Weatherly       | 3:47     |  |
| 2.         | «Good as You»                                       | Brown, Brock Berryhill, Shy Carter, Taylor Phillips, Weatherly | 3:12     |  |
| 3.         | «Lose It»                                           | Brown, McGill, Weatherly                                       | 2:59     |  |
| 4.         | «It Ain't You It's Me»                              | Brown, Berryhill, Josh Hoge, Phillips                          | 3:11     |  |
| 5.         | «Short Skirt Weather»                               | Brown, McGill, Weatherly                                       | 3:14     |  |
| 6.         | «Homesick»                                          | Brown, Berryhill, McGinn, Phillips                             | 3:25     |  |
| 7.         | «Weekend»                                           | Brown, McGill, Weatherly                                       | 3:47     |  |
| 8.         | «Work»                                              | Brown, Sam Ellis, Hoge                                         | 3:06     |  |
| 9.         | «One Night Only»                                    | Brown, Corey Crowder, Hoge, McGinn                             | 3:12     |  |
| 10.        | «My Where I Come From»                              | Brown, McGill, McGinn, Weatherly                               | 3:02     |  |
| 11.        | «American Bad Dream»                                | Brown, Ellis, Hoge, McGill                                     | 3:18     |  |
| 12.        | «Live Forever»                                      | Ellis, Jon Green, Laura Veltz                                  | 3:06     |  |
| 13.        | «Lost in the Middle of Nowhere» (featuring Becky G) |                                                                | 3:09     |  |